# Бёнье, Марк
Пастор Марк Бёнье (фр. Marc Boegner; 21 февраля 1881, Эпиналь — 18 декабря 1970, Париж) — французский теолог-кальвинист, влиятельный проповедник, участник экуменического движения. Праведник народов мира

## Биография
Получил юридическое образование, однако позднее решил избрать теологическую карьеру. С 1905 года — пастор Реформированной церкви Франции. С 1929 по 1961 год — первый президент Протестантской федерации Франции (Fédération protestante de France). В 1938—1948 годах — президент административного комитета временного Всемирного совета церквей, а после окончательного учреждения Совета — один из его сопредседателей до 1954 года.
В годы оккупации Бёнье приложил немало усилий для спасения евреев, за что в 1988 году израильский Институт Катастрофы и героизма «Яд ва-Шем» присвоил ему почётное звание Праведник мира. В 1943 году открыто осудил принудительную отправку людей на работу в гитлеровскую Германию. Маршал Петен, не желая вступать в открытую конфронтацию с Гитлером по еврейскому вопросу, тем не менее с одобрением относился к деятельности Бёнье, в годы войны лично встречался с ним 6 раз и даже наградил его высшей наградой режима Виши — орденом Франциски. После войны, на процессе по обвинению Петена в государственной измене, Бёнье свидетельствовал о «добрых намерениях» маршала.
После войны участвовал в экуменическом движении, был приглашён в качестве наблюдателя на Второй Ватиканский Собор (1962—1965), где провёл публичный диалог с кардиналом Августином Беа и встречался с папой Павлом VI.

## Сочинения
- Les Catéchismes de Calvin, étude d’histoire et de catéchétique, thèse de doctorat soutenue devant la faculté de théologie protestante en 1905
- The Unity of the Church (1914)
- La Vie et la pensée de T. Fallot, 2 vol. (1914—1926)
- L’Influence de la Réforme sur le développement du droit international (1926)
- Le Christianisme et le monde moderne (1928, recueil de prédications)
- Les Missions protestantes et le droit international (1929)
- Dieu, l'éternel tourment des hommes (1929, recueil de prédications)
- Jésus-Christ (1930, recueil de prédications)
- T. Fallot, l’homme et l'œuvre (1931)
- Qu’est-ce que l'Église ? (1931, recueil de prédications)
- L'Église et les questions du temps présent (1932)
- La Vie chrétienne (1933)
- Le Christ devant la souffrance et devant la joie (1935, recueil de prédications)
- L'Évangile et le racisme (1939)
- Le Problème de l’unité chrétienne (1947, recueil de prédications)
- La Prière de l'Église universelle (1951)
- La Vie triomphante (1953)
- Le Chrétien et la souffrance (1956)
- Les Sept paroles de la Croix (1957)
- Notre vocation à la sainteté (1958)
- Ténèbres et Lumières aux abords du Calvaire (1960, recueil de prédications)
- L’Exigence œcuménique des Églises. Souvenirs et perspectives (1968)